# فم الضفدع (جنس)
فم الضفدع (الاسم العلمي: Podargus)، هو جنس صغير من فصيلة فم الضفدع، له تواجد في أستراليا وبابوا غينيا الجديدة وجزر سليمان وأندونيسيا. ويضم الأنواع التالية :
- فم الضفدع الأسمر، Podargus strigoides
- فم الضفدع الرخامي، Podargus ocellatus
- فم الضفدع البابواني، Podargus papuensis